# Bank EKI

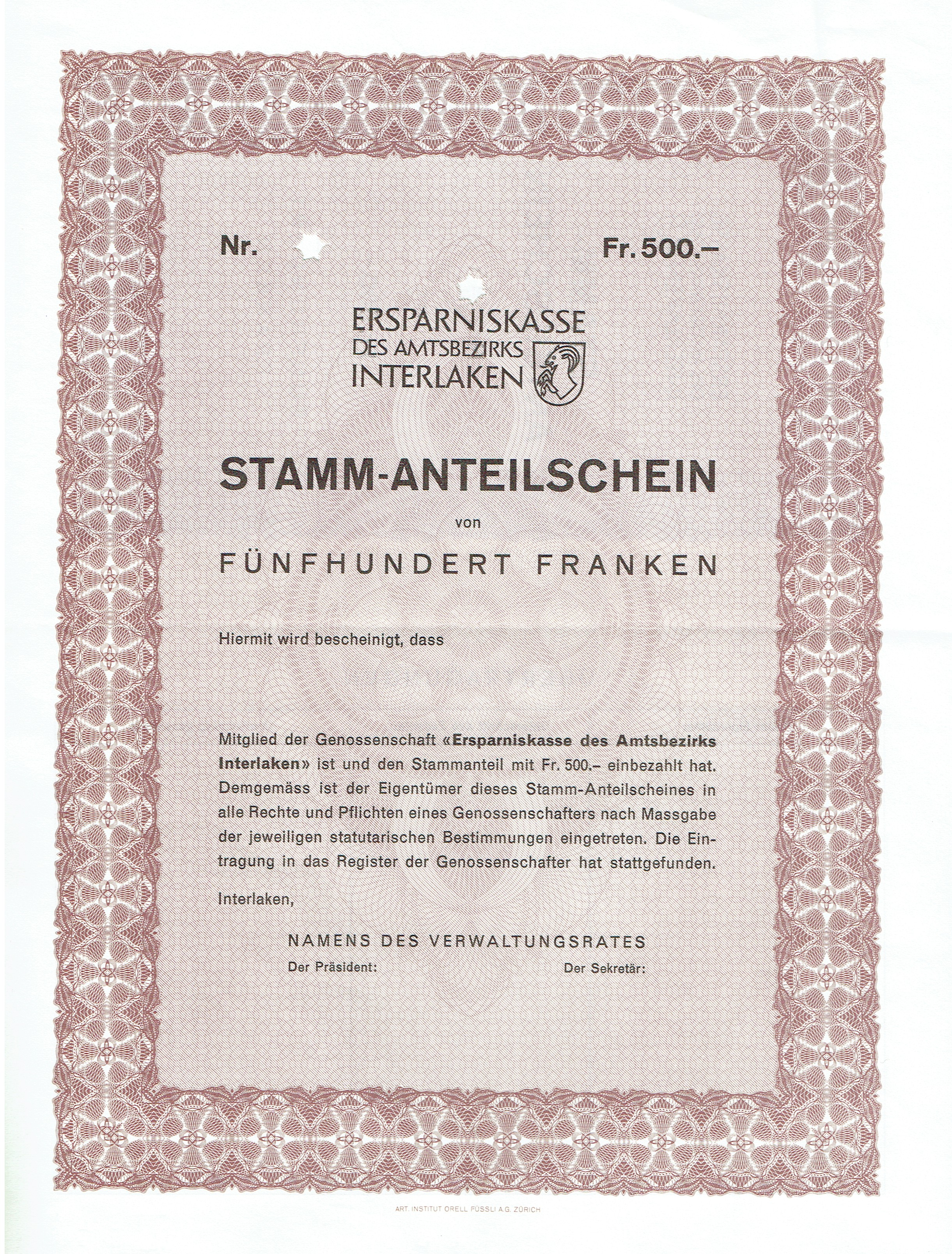
Blankette eines Stamm-Anteilscheines der Ersparniskasse des Amtsbezirks Interlaken

Die Bank EKI Genossenschaft (bis April 2008 Ersparniskasse des Amtsbezirks Interlaken) ist eine in der Region Interlaken verankerte Schweizer Regionalbank. Sie wurde 1852 gegründet und ist in Form einer Genossenschaft organisiert. Neben ihrem Hauptsitz in Interlaken verfügt die Bank über Geschäftsstellen in Grindelwald, Lauterbrunnen und Wilderswil.
Ihr Tätigkeitsgebiet liegt traditionell im Retail Banking, im Hypothekargeschäft, im Private Banking, im Asset Management, im Corporate Banking und im Bankgeschäft mit kleinen und mittleren Unternehmen. Die Bank beschäftigt 66 Mitarbeiter, 6 Auszubildende sowie 1 Bankeinstieg für Mittelschulabsolventen (BEM) und hatte per Ende 2023 eine Bilanzsumme von 1'646 Millionen Schweizer Franken.
Die Bank EKI Genossenschaft ist unabhängig tätig und arbeitet mit den verschiedensten Produkteanbieter zusammen.
Nebst den herkömmlichen Bankdienstleistungen bietet sie auch Vorsorge- und Versicherungsprodukte, in Zusammenarbeit mit anderen Dienstleistern, an.